# Battlefield Germany
Battlefield Germany est un jeu vidéo de type wargame développé et publié par Personal Software Services en 1987 sur Commodore 64, ZX Spectrum et Amstrad CPC.  Le jeu simule une guerre fictive entre les forces de l’OTAN et celles de l’Union Soviétique en Europe, principalement en Allemagne de l’est et de l’ouest. À sa sortie, il reçoit un accueil de manière mitigée dans la presse spécialisée qui salue ses graphismes et son haut niveau de difficulté mais regrette son manque d’originalité.

## Accueil
| Battlefield Germany |      |       |
| Média               | Pays | Notes |
| Crash               | GB   | 42 %  |
| Computer Gamer      | GB   | 56 %  |
| Your Sinclair       | GB   | 9/10  |